# Stevens Derilien
Stevens Derilien (* 16. Februar 1992 in Cap-Haïtien) ist ein haitianischstämmiger Fußballspieler aus den Turks- und Caicosinseln.

## Spiele für die Nationalmannschaft
Derilien kam dreimal bei der erfolglosen Qualifikation für den Gold Cup 2015 zum Einsatz. Dort erzielte er bei einem 2:0-Sieg über die Britischen Jungferninseln ein Tor, es war das einzige Spiel, das die Turks- und Caicosinseln nicht verloren.
Bei der Qualifikation zu der WM 2018 spielte er gegen St. Kitts und Nevis, das Spiel ging mit 2:6 verloren.